# Lista zabytków architektonicznych Konstancina-Jeziorny
Lista zabytków miasta Konstancin-Jeziorna wpisanych do rejestru wojewódzkiego:

## Zespoły urbanistyczne

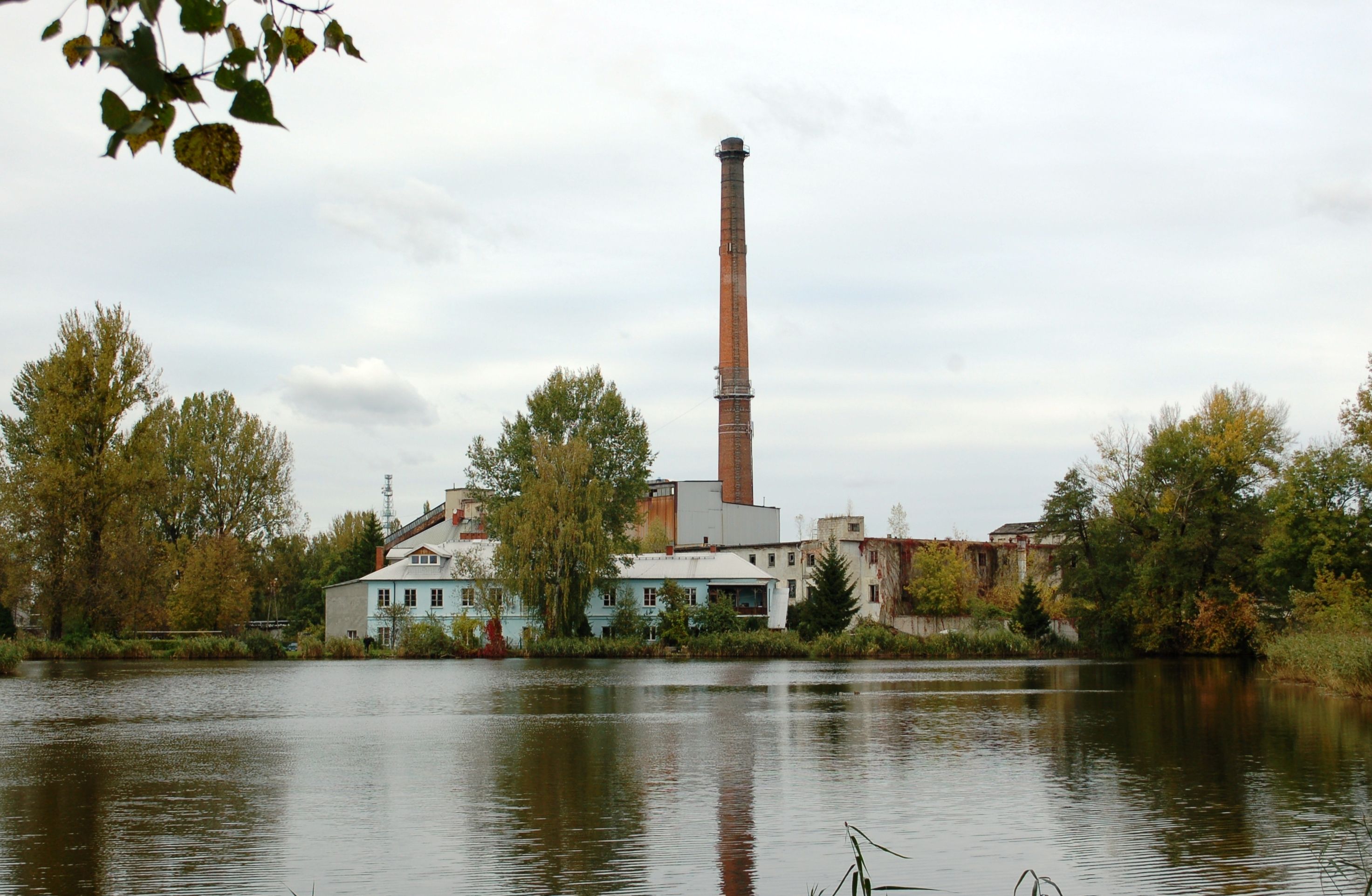
Komin i zabudowania towarzyszące dawnej papierni w Mirkowie

- zespół budowlany miasta, nr rej.: 1415-A z 28.02.1990

- układ urbanistyczny osiedla „Mirków” wraz z zespołem budowlanym, ul. Mirkowska / Jaworskiego[a], k. XIX – pocz. XX, nr rej.: A-1319 z 2.11.2015
  - domy mieszkalne: ul. Jaworskiego 20; 22; 23; 25; 26; ul. Mirkowska 58
  - d. dom ludowy, ul. Jaworskiego 18
  - d. szkoła, ul. Jaworskiego 24
  - d. przychodnia, ul. Mirkowska 56
  - kościół pw. św. Józefa, ul. Jaworskiego 1a, 1907–1909, nr rej.: 918-A z 10.11.1977

## Obiekty przemysłowe

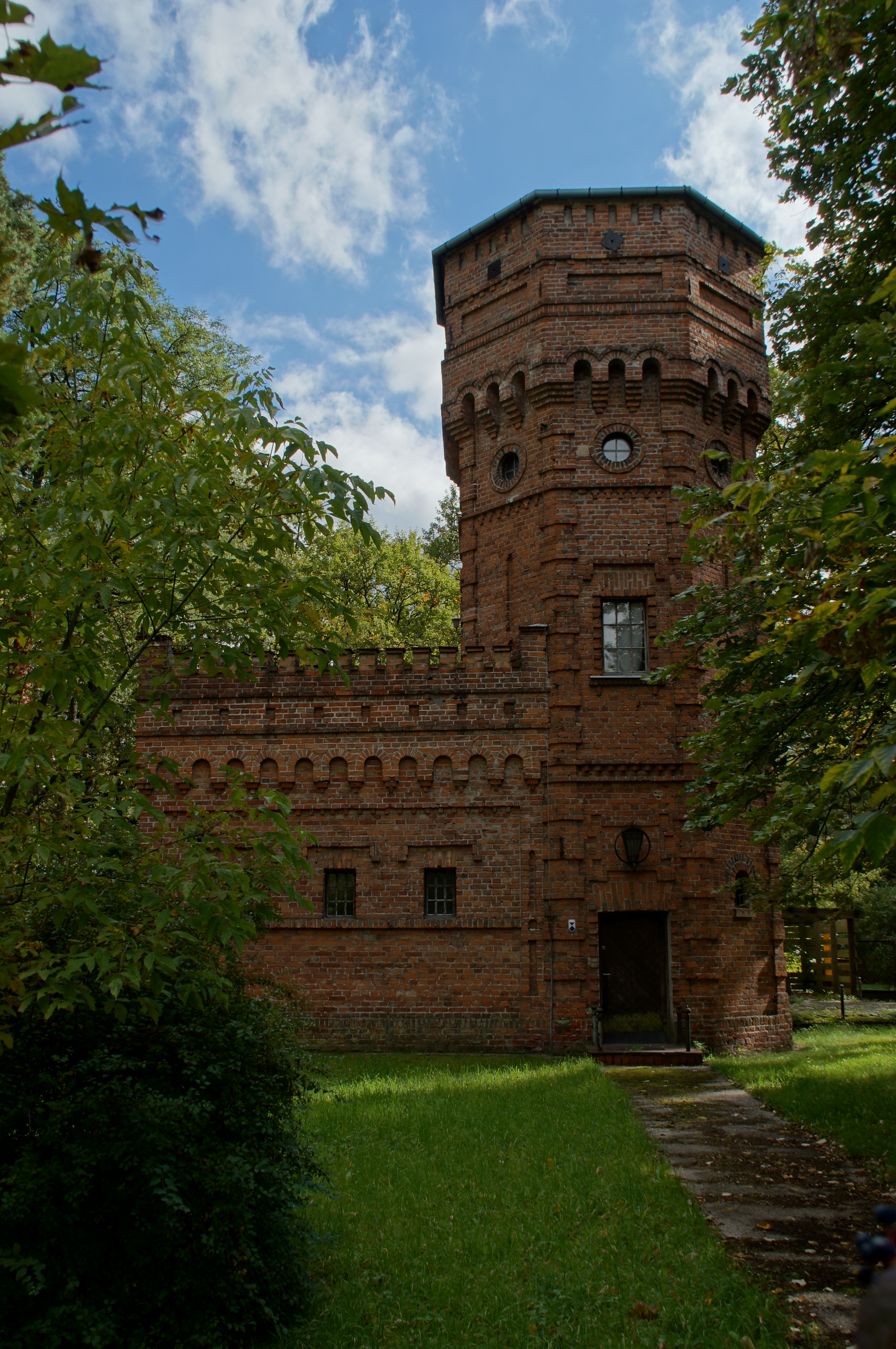
Wieża ciśnień przy ul. Żeromskiego

- papiernia „Górna”, ob. centrum handlowe, ul. Wojska Polskiego 3, 1838, XX, nr rej.: A-1174 z 9.06.1958
  - magazyn, 1912, nr rej.: 16/A z 21.12.2001

- zespół budowlany papierni „Dolnej”, ul. Mirkowska, 1820-60, 1 ćw. XX, nr rej.: A-1287 z 24.03.2015:
  - budynek dyrekcji
  - dom mieszkalny
  - budynek dołów ociekowych i szarpaka celulozy
  - budynek gniotownika i holendrów III maszyny papierniczej
  - budynek holendrów I i II maszyny papierniczej
  - budynek holendrów IV i VI maszyny papierniczej
  - warsztat stolarski
  - pralnia
  - turbinownia
  - północne skrzydło wykańczalni bibułki z magazynem
  - magazyn papieru i celulozy
  - komin fabryczny
  - plac pomiędzy budynkami z ciągami komunikacyjnymi i torami kolejki

- wieża ciśnień, ul. Żeromskiego 7, XIX/XX, nr rej.: 902 z 23.05.1977

## Wille, zespoły willowe, pozostałe obiekty
- kościół par. pw. Wniebowzięcia NMP, ul. Piłsudskiego (dawniej Al. Zjednoczenia) 36, 1913, nr rej.: 904 z 25.05.1977
- willa „Kaprys” z ogrodem, ul. Batorego 15, 1909, nr rej.: A-1129 z 4.12.1982
- pensjonat „Ukrainka”, ul. Batorego 16, 1914, nr rej.: A-818 z 9.09.2008
  - otoczenie ogrodowo-leśne, nr rej.: j.w
  - ogrodzenie od strony ulicy, mur./met., nr rej.: j.w.

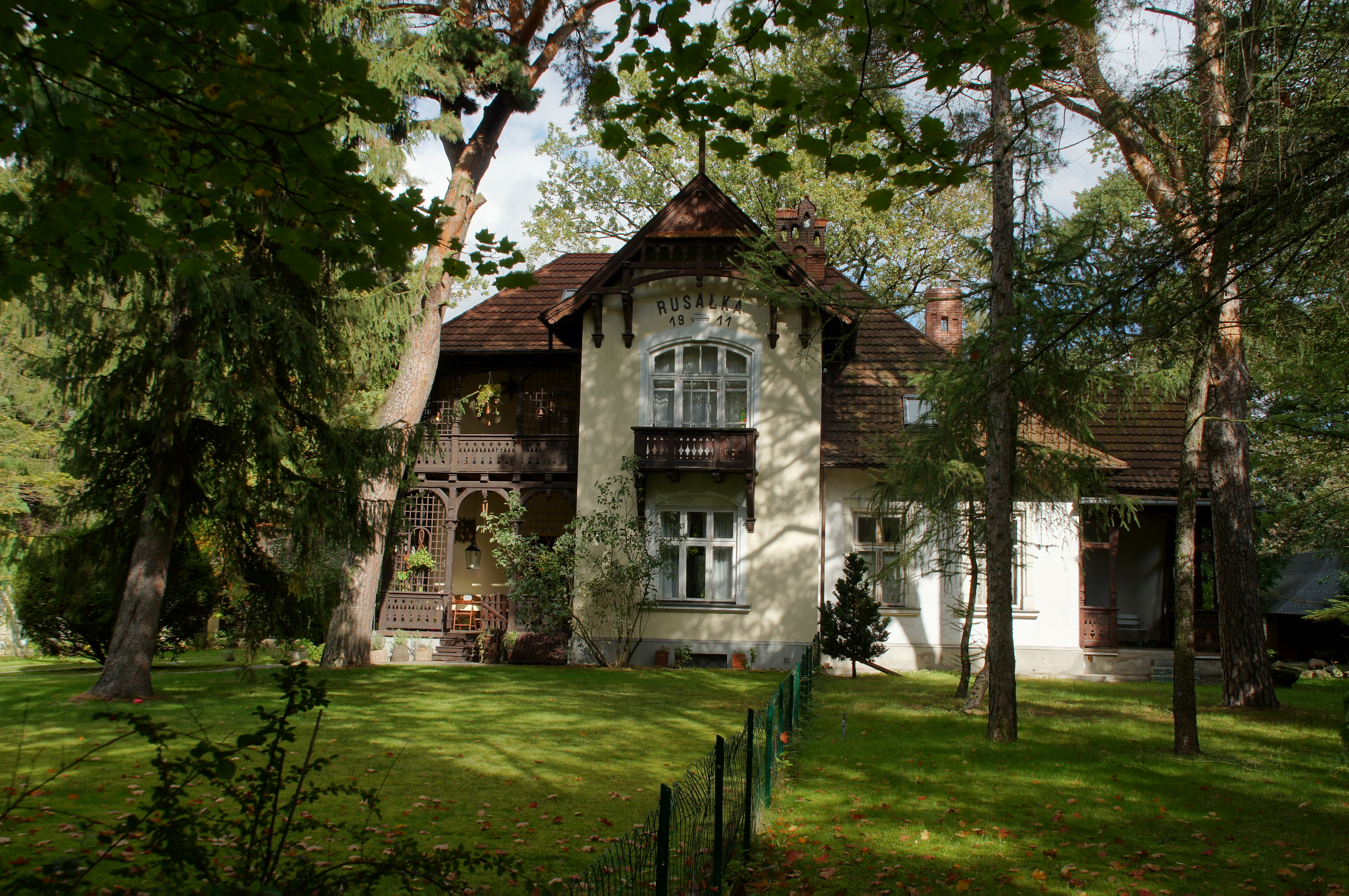
Willa „Rusałka“ przy ul. Batorego

- willa „Rusałka” z ogrodem, ul. Batorego 17, 1909–1911, nr rej.: A-962 z 22.09.1976 i 16.08.2000
- willa „Este” z otoczeniem ogrodowym, ul. Batorego 19, 1905, nr rej.: A-850 z 26.03.2009
- willa „Julia” z ogrodem, ul. Batorego 20, 1912, nr rej.: A-1131 z 4.08.1977
- willa „Wrzos”, ul. Batorego 28, 1912, nr rej.: A-1025 z 26.05.2011
- dom, ul. Batorego 32/34, 1948, nr rej.: A-1133 z 17.05.1975
- willa „Wanda” z ogrodem, ul. Batorego 33, XIX/XX, nr rej.: A-1134 z 5.12.1990
- willa  "Aniela" ("Romalin") z ogrodem, ul. Batorego 41, 41A1909, nr rej.: A-1130 z 12.04.1983
- "Willa "Józefina" wraz z działką i zielenią w granicach ogrodzenia, ul. Batorego 43, nr rej.: A-1135 z 22.09.1988
- willa „Syrena”, ul. Chylicka 17, 17a, 1925, nr rej.: A-1136 z 18.05.1977
- willa „Jutrzenka” (d. „Jerychonka”), ul. Długa 59, 1903, nr rej.: A-1137 z 22.09.1976
- willa z ogrodem, ul. Gąsiorowskiego 10, 1926–1927, nr rej.: A-1138 z 19.08.1988
- willa z ogrodem, ul. Gąsiorowskiego 15, 1934, nr rej.: A-1295 z 13.11.2014
- willa „Zakopianka”, drewn., ul. Jagiellońska 21, 1926, nr rej.: A-825 z 9.09.2008
- willa „Eloe” z ogrodem, ul. Jagiellońska 23, 1906, nr rej.: A-1585 z 22.09.1976 i z 9.09.1997
- willa „Witoldówka” z ogrodem, ul. Jagiellońska 28/28 A, 1910, nr rej.: A-1140 z 10.08.1977
- willa „Borówka” z ogrodem, ul. Jagiellońska 37/37 A, 1912, nr rej.: A-1141 z 1.08.1977
- Willa (dom Bukowskich) wraz z działką i zielenią , ul. Jasna 25 (Chylice), 1928, nr rej.: 1442-A z 31.08.1990
- zespół willowy, ul. Kościelna 3, 1909, nr rej.: A-1144 z 10.09.1998:
  - willa „Magnolia”
  - altana drewniana
  - kapliczka
  - park

- willa „Poranek”, ul. Kraszewskiego 1, 1910, nr rej.: A-816 z 10.09.2008
  - otoczenie ogrodowo-leśne, nr rej.: j.w

- willa Irena, ul. Kraszewskiego 9 nr rej.: A-1414 z 13.04.2018
  - oficyna mieszkalna, nr rej.: j.w

- willa „Wierzbówka”(nowy budynek z 2006-12)) z ogrodem, ul. Matejki 10, 1909,  nr rej.: A-1146 z 7.07.1989
- pensjonat „Biruta”, ul. Matejki 14, 1914, nr rej.: A-824 z 9.09.2008
  - otoczenie ogrodowo-leśne, nr rej.: j.w

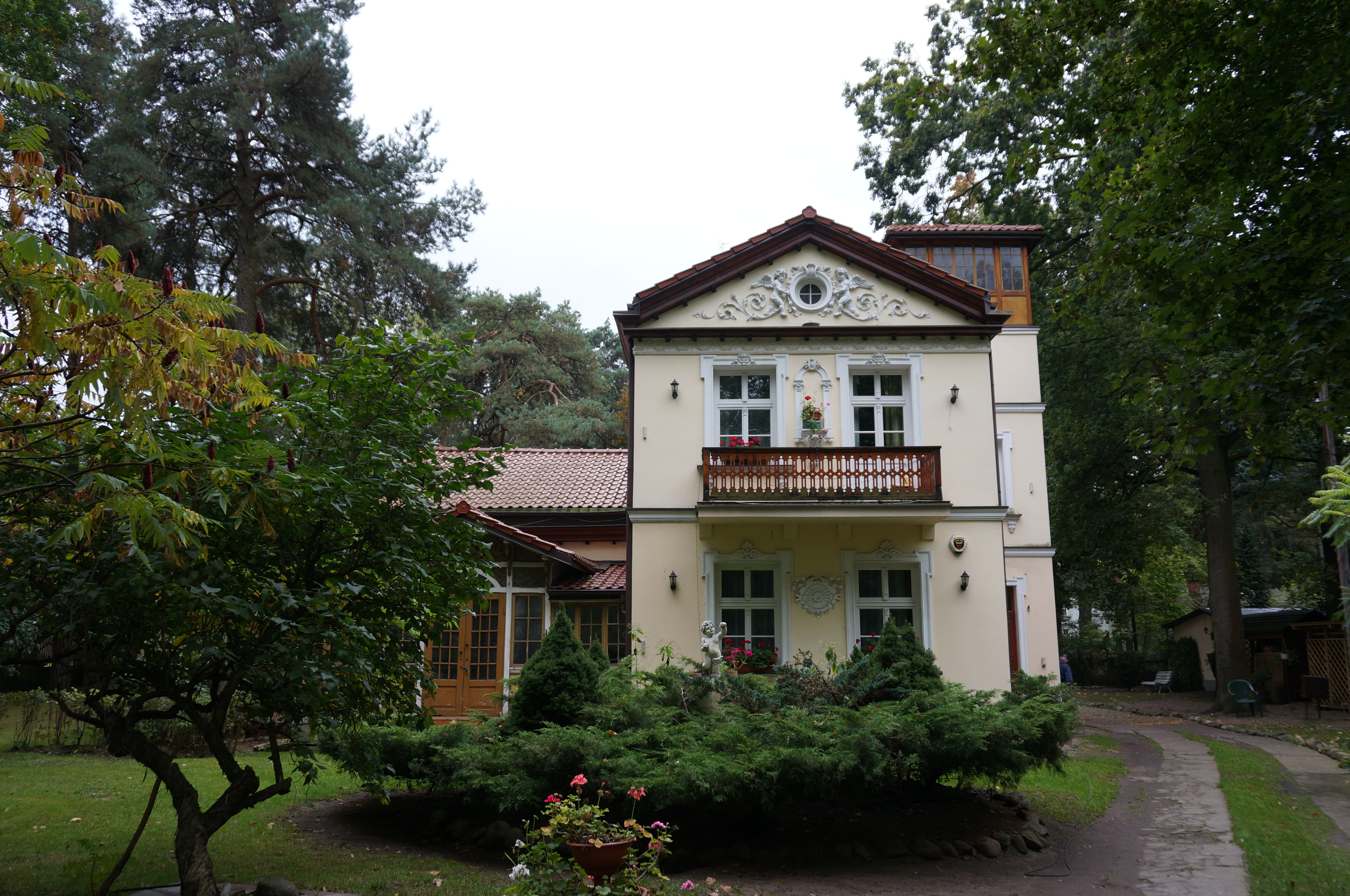
Willa „Szarotka“ przy ul. Matejki

- willa „Szarotka” z otoczeniem ogrodowym, ul. Matejki 18, 1909, nr rej.: A-845 z 26.03.2009
  - figura Matki Boskiej, j.w.
- willa „Sosnówka” z ogrodem, ul. Mickiewicza 3, 1907, nr rej.: A-44 z 24.02.2003
- willa „Biała”, ul. Mickiewicza 7, 1903, nr rej.: A-848 z 17.02.2009
- pensjonat z zakładem przyrodoleczniczym „Hugonówka”, ul. Mostowa 15, 1902,  nr rej.: A-781 z 21.02.2008
- willa „Pallas-Athene” z ogrodem, ul. Piasta 32, po 1920, nr rej.: A-1147 z 25.11.1980
- willa „Pod Dębem” z ogrodem, ul. Piłsudskiego (dawniej Al. Zjednoczenia) 21, 1904, nr rej.: A-1148 z 20.03.1989 i z 3.09.1990
- Willa "Stamary", ul. Potulickich 42, nr rej.: A-1150 z 27.11.1989
- willa „Kasztelanka”, drewn., ul. Przebieg 11, 1914, nr rej.: A-1195 z 26.07.2013
- zespół „Domu Aktora Weterana” w Skolimowie, ul. Pułaskiego 6, 1927, nr rej.: 1545-A z 29.03.1993:
  - budynek główny „Schronisko”
  - dom pracy twórczej
  - dom ogrodnika
  - ogród (park leśny)

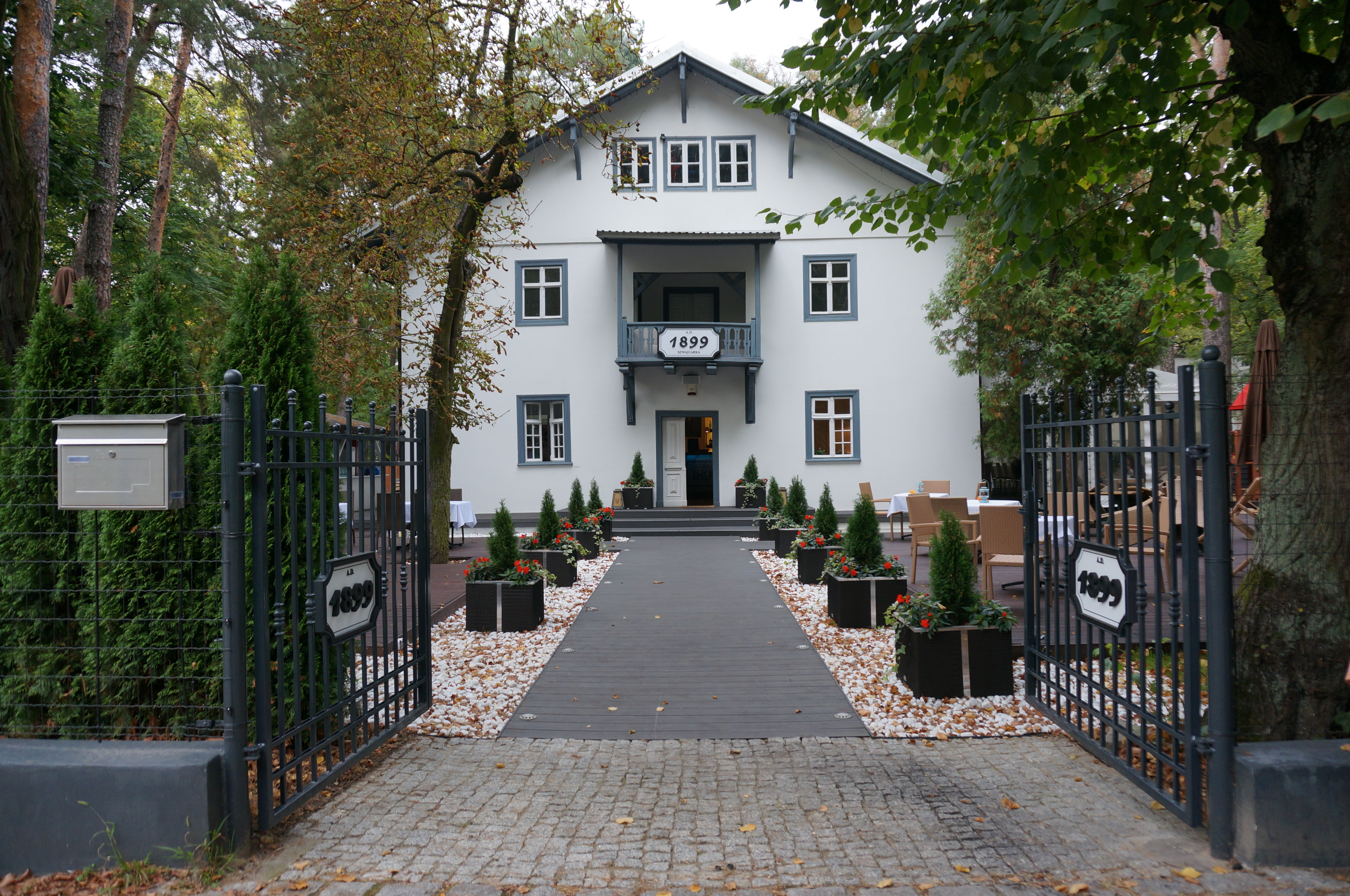
Willa „Szwajcarka“ przy ul. Sienkiewicza

- willa „Szwajcarka” z ogrodem, ul. Sienkiewicza 5, ok. 1900, nr rej.: A-1135 z 3.09.1990
- Willa „Natemi” wraz z terenem , ul. Sienkiewicza 7, 1909, nr rej.: A- 1153 z 23.03.1993
- Willa „Izyhali” wraz z ogrodem , ul. Sienkiewicza 15, pocz. XX, nr rej.: 1154-A z 9.08.1977
- Willa „Maryla” wraz z ogrodem , ul. Sienkiewicza 19, pocz. XX, nr rej.: 1155-A z 5.08.1977
- willa „Miła”, drewn., ul. Skargi 4, 1910, nr rej.: 1324-A z 23.11.2015

- willa „Ustronie” z ogrodem, ul. Skargi 7, 1900, nr rej.: 1156-A z 12.05.1987
- willa „Jagiellonka”, ul. Skargi 10, pocz. XX, nr rej.: A-1035 z 24.12.2010
- willa „Urocza” z ogrodem, ul. Skargi 11, 1934, nr rej.: A-1157 z 6.08.1977
- zespół willowy, ul. Skargi 18, po 1920, nr rej.: 1158-A z 9.08.1996:
  - willa „Fraszka”
  - oficyna
  - ogród

- willa „Rysieńka” z ogrodem, ul. Słomczyńska 20, 1911, nr rej.: 1159-A z 10.08.1977
- dom z ogrodem, ul. Słowackiego 8, pocz. XX, nr rej.: 1160-A z 24.05.1977
- Willa „Sapieżanka” wraz z ogrodem, ul. Słowackiego 12, 4 ćw. XIX, nr rej.: 1161-A z 12.02.1990

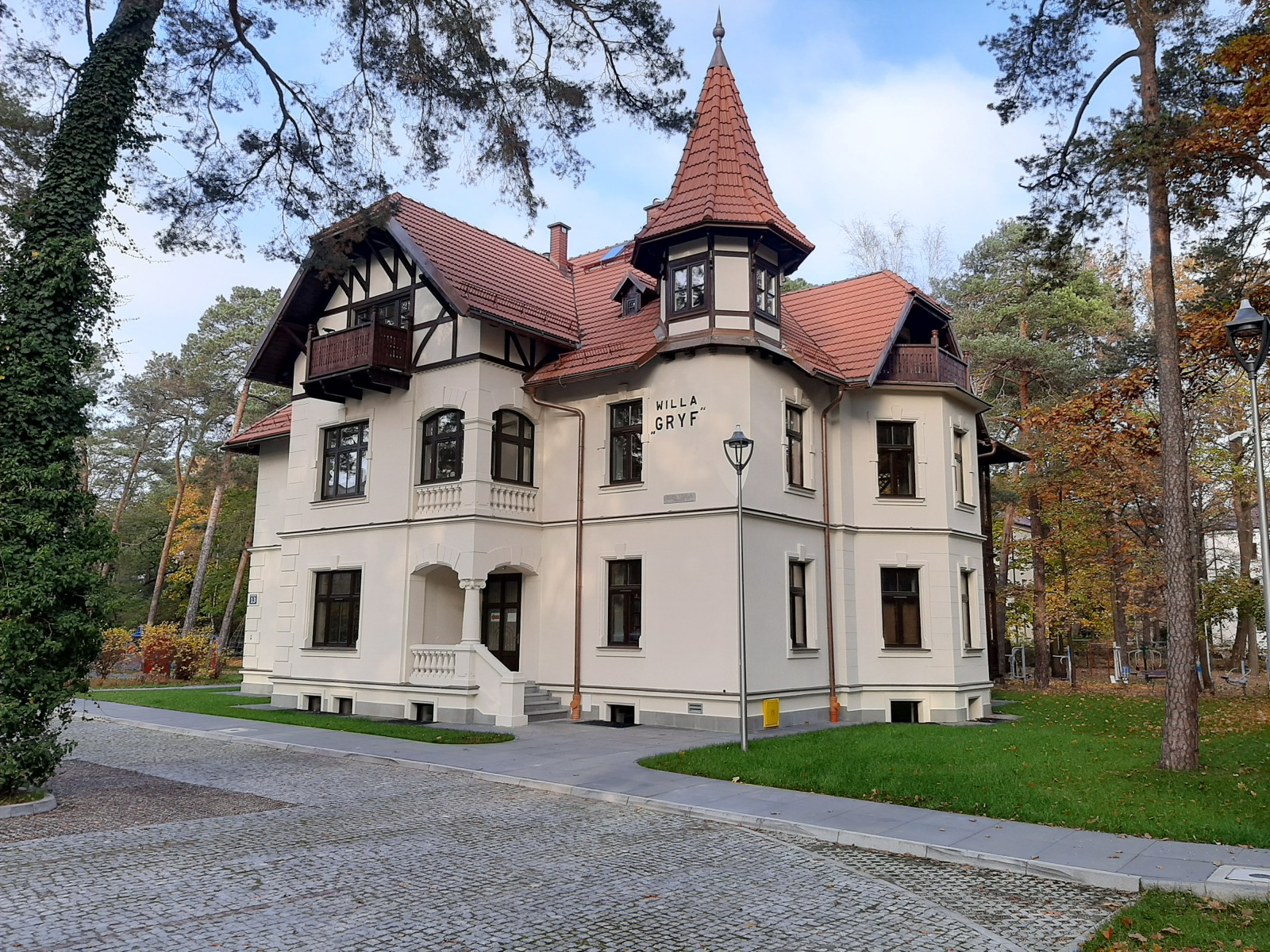
Willa „Gryf“ przy ul. Sobieskiego po remoncie

- willa „Gryf” z ogrodem, ul. Sobieskiego 13, pocz. XX, nr rej.: 1162-A z 27.04.1983
- Willa„ Zorza” z parkiem, ul. Sobieskiego 16, pocz. XX, nr rej.: 1163-A z 2.04.1996
- willa „Zameczek”, ul. Sobieskiego 19, 1906, nr rej.: A-857 z 10.09.2008
- Willa „Zagłobin”, ul. Sułkowskiego 1, XIX/XX, nr rej.: 1103/903 z 22.05.1971
  - park, 1911, nr rej.: A-364 z 23.12.2004
- willa „Złudzenie” z ogrodem, ul. Sułkowskiego 2, ok. 1900, nr rej.: A-1164 z 9.09.1991
- Willa „Zachertówka” ( d. „Helunin)” wraz z ogrodem, ul. Sułkowskiego 7, 1901, nr rej.: A-1165 z 29.08.1983
- zespół willowy, pocz. XX, ul. Szpitalna 14/16, nr rej.: 1166-A z 5.08.1991:
  - willa
  - budynek mieszkalny
  - ogród leśny

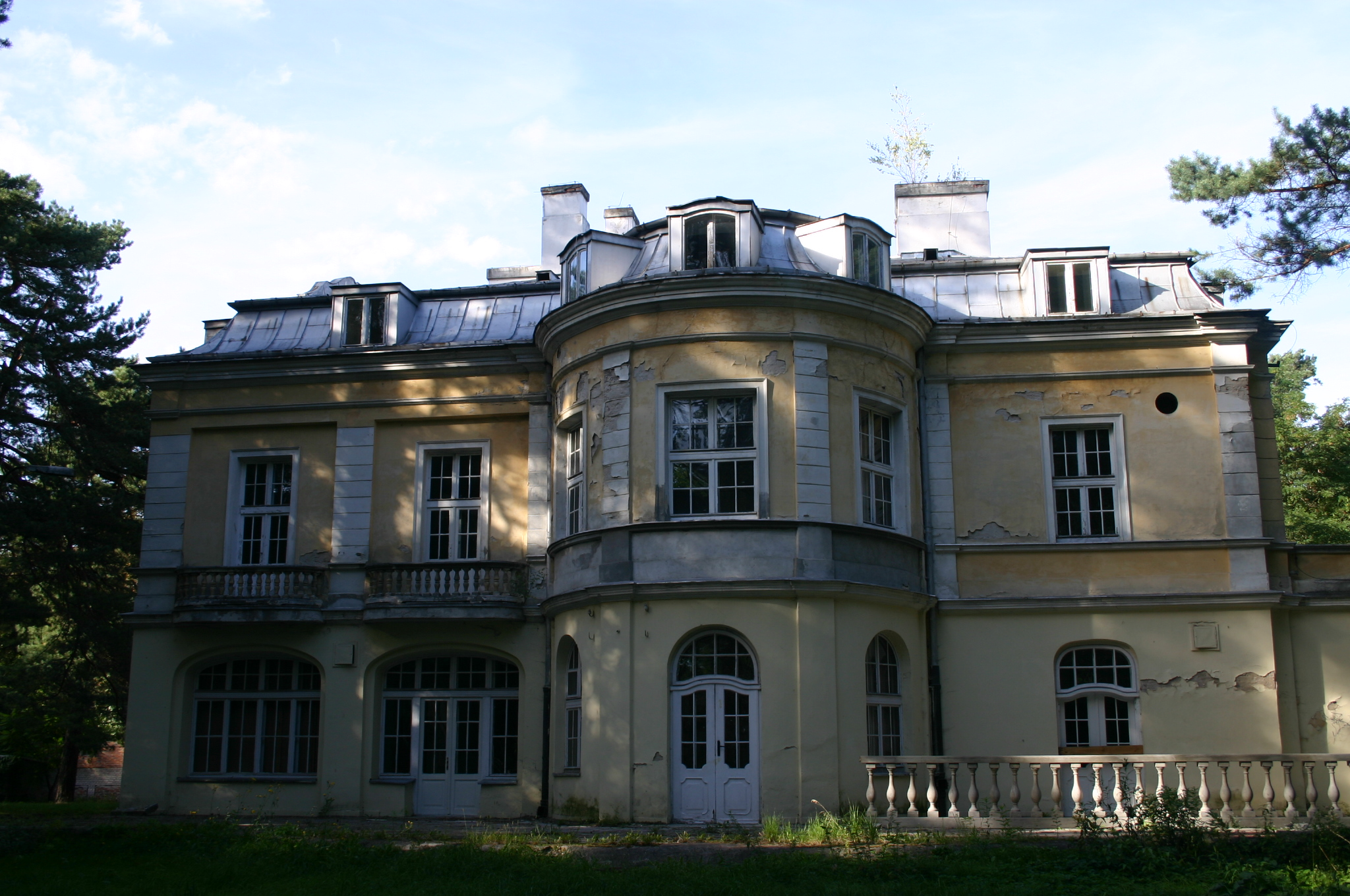
Willa „Mon Repos“ przy ul. Wierzejewskiego

- willa „Odpoczynek” z ogrodem, ul. Środkowa 12/14, 1890, nr rej.: A-1167 z 3.08.1977
- willa „Versailles” z ogrodem, ul. Środkowa 27, 1907–1909, nr rej.: 1138-A z 27.12.1993
- Willa „Dziunia” z ogrodem, ul. Środkowa 30 nr rej.: A-1169 z 08.08.1977
- Willa Nelkenów, ul. Uzdrowiskowa 5 nr rej.: A-1413 z 9.03.2018
- willa „Nike” wraz z zielenią , ul. Warecka 2, po 1920, nr rej.: A-1170 z 23.08.1996
- willa „Biały Dworek” z ogrodem, ul. Wierzejewskiego 11, 1911, nr rej.: A-1171 z 18.05.1977
- willa „Malutka”, ul. Wierzejewskiego 12, 1922-24, nr rej.: A-814 z 9.09.2008

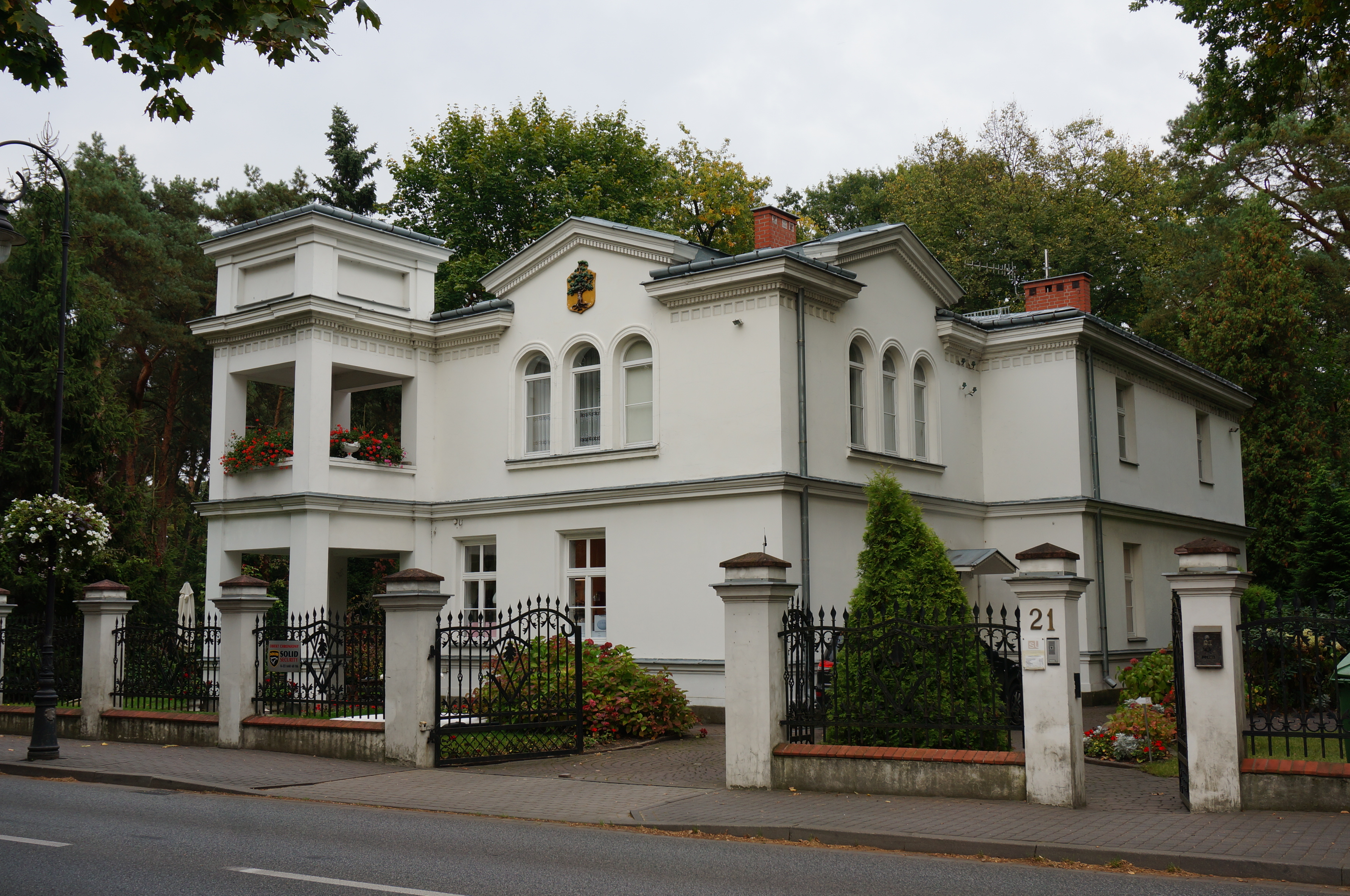
Willa „Pod Dębem“ przy ul. Piłsudskiego

- Willa „Pod Dębem“ przy ul. Piłsudskiegowilla „Piaski”, ul. Wierzejewskiego 12, 1922-24, nr rej.: A-1272 z 1.12.2014
- willa „Mon Repos” z ogrodem, ul. Wierzejewskiego 12/14, 1930, nr rej.: A-1172 z 18.05.1977
- zespół willowy, ul. Wierzejewskiego 15, 1910, nr rej.: A-45 z 24.02.2003
- willa „Marysieńka” (d.„Piaski”)
  - domek ogrodnika
  - ogród leśny
  - ogrodzenie
- willa „Ave” z ogrodem, ul. Wilanowska 37/37 A, 1903–1907, nr rej.: A-1173 z 3.08.1979
- Willa „Świt” (dom Stefana Żeromskiego) z ogrodem, ul. Żeromskiego 4, pocz. XX, nr rej.: A-1175 z 16.08.1968
- willa „Zbyszek”, ul. Żeromskiego 6, 1911, nr rej.: A-899 z 25.11.2008
- willa „Pod Wieżą”, ul. Żeromskiego 7, k. 1902, nr rej.: A-843 z 4.02.2009
  - otoczenie ogrodowe, nr rej.: j.w.
  - ogrodzenie od strony ulicy, met., pocz. XX, nr rej.: j.w.
- willa „Helena” z ogrodem, ul. Żeromskiego 9, k. XIX, nr rej.: A-1177 z 2.08.1977
- willa „Anna” z ogrodem, ul. Żeromskiego 10, 1905, nr rej.: A-1178 z 20.05.1977
- kordegarda i brama w zespole willi „Julisin”, ul. Żółkiewskiego 17, 1934, nr rej.: A-1252 z 28.07.2014